# Flickan med åsneskinnet
Flickan med åsneskinnet är en fransk musikalfilm från 1970 i regi av Jacques Demy. Filmen bygger på Charles Perraults saga. Filmen hade svensk premiär den 1 november 1974.

## Handling
Catherine Deneuve som spelar prinsessan får erbjudande av fadern (Jean Marais) att gifta sig med honom efter att modern (Catherine Deneueve) hastigt avlidit. Den skrämda prinsessan flyr till en intilliggande farm och gömmer sig utklädd till köksflicka samtidigt som hon bär på skinnet av faderns högt uppskattade åsna som förklädnad. En besökande prins kommer förbi och en osannolik romans uppstår.

## Rollista
- Catherine Deneuve som prinsessan
- Jean Marais som kungen
- Jacques Perrin som prinsen
- Delphine Seyrig som Fleen
- Micheline Presle som prinsens mor
- Fernand Ledoux som prinsens far
- Sacha Pitoëff som ministern
- Henri Crémieux som läkaren
- Pierre Repp som Thibaud